# Claude Bassot
Claude Bassot (* um 1580 in Vittel; † zwischen 1630 und 1649 in Épinal) war ein französischer Maler und Wappenkünstler.

## Leben
Er war der Sohn des Kaufmanns Mengin Bassot, der 1597 Bürgermeister von Vittel war. Im Jahr 1606 ließ Claude Bassot sich als Maler in Épinal nieder und arbeitete für die städtischen Behörden, er entwarf Wappen, Ziffernblätter und Abzeichen. Bereits zu jener Zeit hatte er einen Gehilfen. Im Jahr 1608 erhielt er das Bürgerrecht der Stadt Épinal und arbeitete auch für die Kirche Saint Goëry. Ab 1607 lieferte er Tafelbilder für verschiedene Kirchen und religiöse Gemeinschaften.
In Épinal heiratete er Nicole Olry. Der gemeinsame Sohn Nicolas wurde im November 1613 in Épinal getauft. Im selben Jahr erwarb Bassot  von seinen Eltern ein Haus in Vittel.
Bassots letztes datiertes Werk entstand 1630. Seine Frau Nicole überlebte ihn und wurde zusammen mit den gemeinsamen Kindern 1649 in einem Dokument erwähnt.

## Gemälde (Auswahl)
- Sainte-Famille, Saint Christophe (Heilige Familie, Heiliger Christophorus) Jésonville 1607
- Martyre de Sainte Catherine (Martyrium der Heiligen Katharina) Retabel, Corcieux 1613
- Adoration des Bergers (Anbetung der Hirten) Coinches 1620
- Adoration des Sages (Anbetung der Weisen) Mirecourt 1630